# Dinotiscus thomsoni
Dinotiscus thomsoni är en stekelart som först beskrevs av Crawford 1912.  Dinotiscus thomsoni ingår i släktet Dinotiscus och familjen puppglanssteklar. Inga underarter finns listade i Catalogue of Life.